# رودولفو گناوی
رودولفو گناوی (انگلیسی: Rudolfo Gnavi؛ زادهٔ ۱۷ سپتامبر ۱۹۴۹) بازیکن فوتبال اهل آرژانتین است.
از باشگاه‌هایی که در آن بازی کرده‌است می‌توان به باشگاه فوتبال آرژانتینوس جونیورز اشاره کرد.
وی همچنین در تیم ملی فوتبال استرالیا بازی کرده‌است.